# Paralaea tasimaria
Paralaea tasimaria är en fjärilsart som beskrevs av Jacob Hübner 1823. Paralaea tasimaria ingår i släktet Paralaea och familjen mätare. Inga underarter finns listade i Catalogue of Life.